# Grote Magelhaense Wolk
De Grote Magelhaense Wolk (Engels: Large Magellanic Cloud, LMC) is een onregelmatig sterrenstelsel, waarvan aanvankelijk werd aangenomen dat het geen satelliet van de Melkweg was. Recentere metingen suggereren dat het toch een satellietstelsel is.

## Achtergrond
De Grote Magelhaense Wolk behoort tot de Magelhaense wolken. Met een afstand van 49,97
kiloparsecs (ongeveer 163.000 lichtjaar) is de Grote Magelhaense Wolk het op twee na dichtst bij de Melkweg gelegen sterrenstelsel. De Grote Magelhaense wolk heeft een massa die gelijkstaat aan ongeveer 10 miljard keer de massa van de Aardse zon, waarmee het sterrenstelsel 1/100 van de massa van de Melkweg heeft. De diameter van de Grote Magelhaense Wolk is 14.000 lichtjaar. De Grote Magelhaense Wolk is het op drie na grootste sterrenstelsel in de Lokale Groep.
Hoewel de Grote Magelhaense Wolk bekendstaat als een onregelmatig sterrenstelsel (volgens de Hubble-classificatie), bevat het toch enkele prominente balkvormige structuren in het centrum. Mogelijk was het sterrenstelsel ooit een balkspiraalstelsel. De huidige onregelmatige vorm komt vermoedelijk door interactie met de Melkweg en de Kleine Magelhaense Wolk.
Zoals veel onregelmatige sterrenstelsels is de Grote Magelhaense Wolk rijk aan gassen en stof. Verder vindt er stervorming plaats.
In 1987 werd een supernova waargenomen in de Grote Magelhaense Wolk.

## Waarnemingen
De Grote Magelhaense Wolk is op het zuidelijk halfrond ’s nachts zichtbaar als een vage wolk, op de grens tussen de sterrenbeelden Goudvis en Tafelberg.
De oudste gedocumenteerde waarneming van de grote Magelhaense wolk is van de Perzische astronoom Abd-al-Rahman Al Sufi in 964.
De volgende waarneming dateert uit 1503–4, en werd gedaan door Amerigo Vespucci op zijn derde reis.
Ferdinand Magellaan was de eerste Europeaan die in 1519 het bestaan van de Grote Magelhaense Wolk bekendmaakte in de Westerse wereld. Naar hem is de wolk dan ook vernoemd.

## Galerij

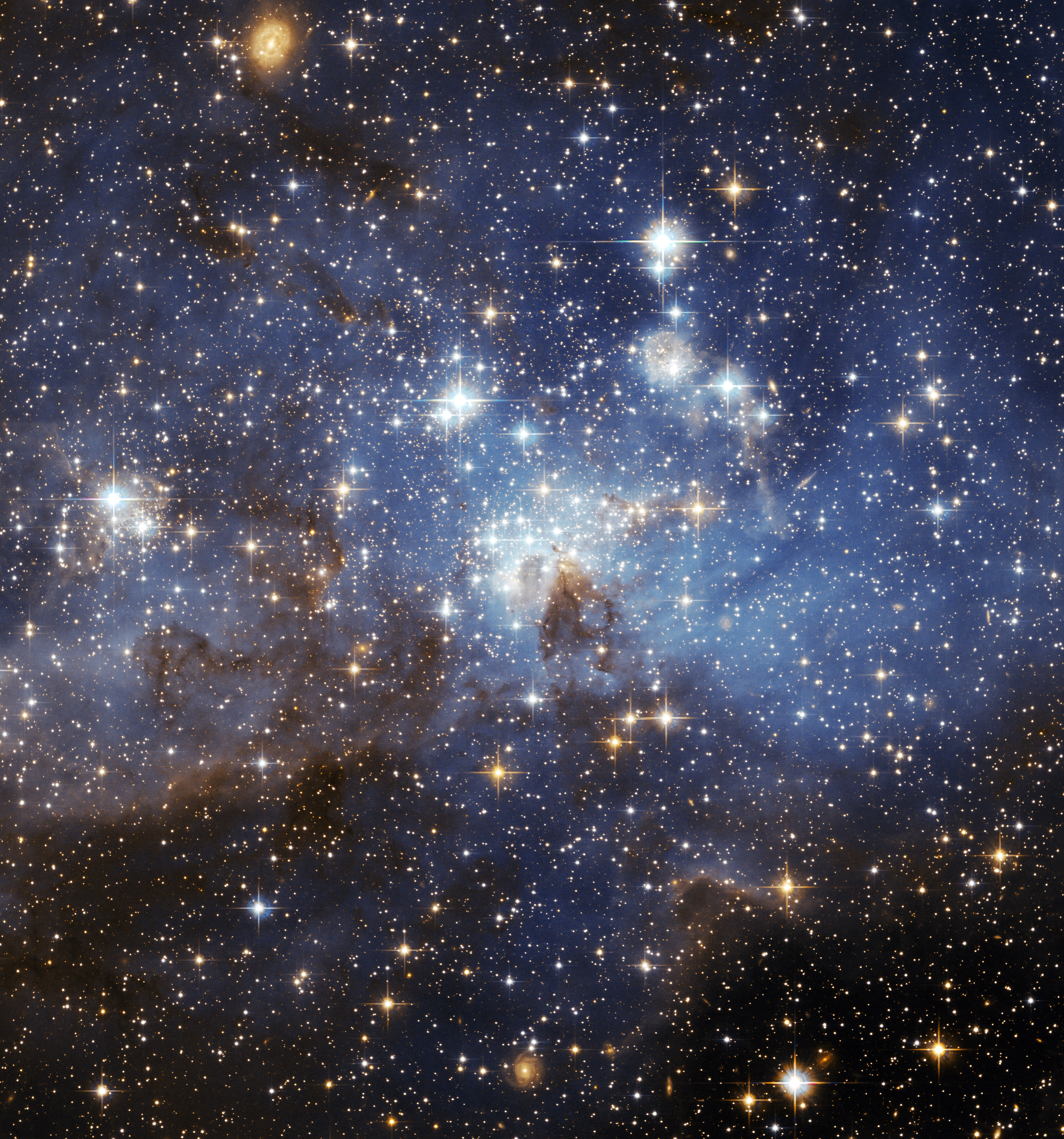
LH 95
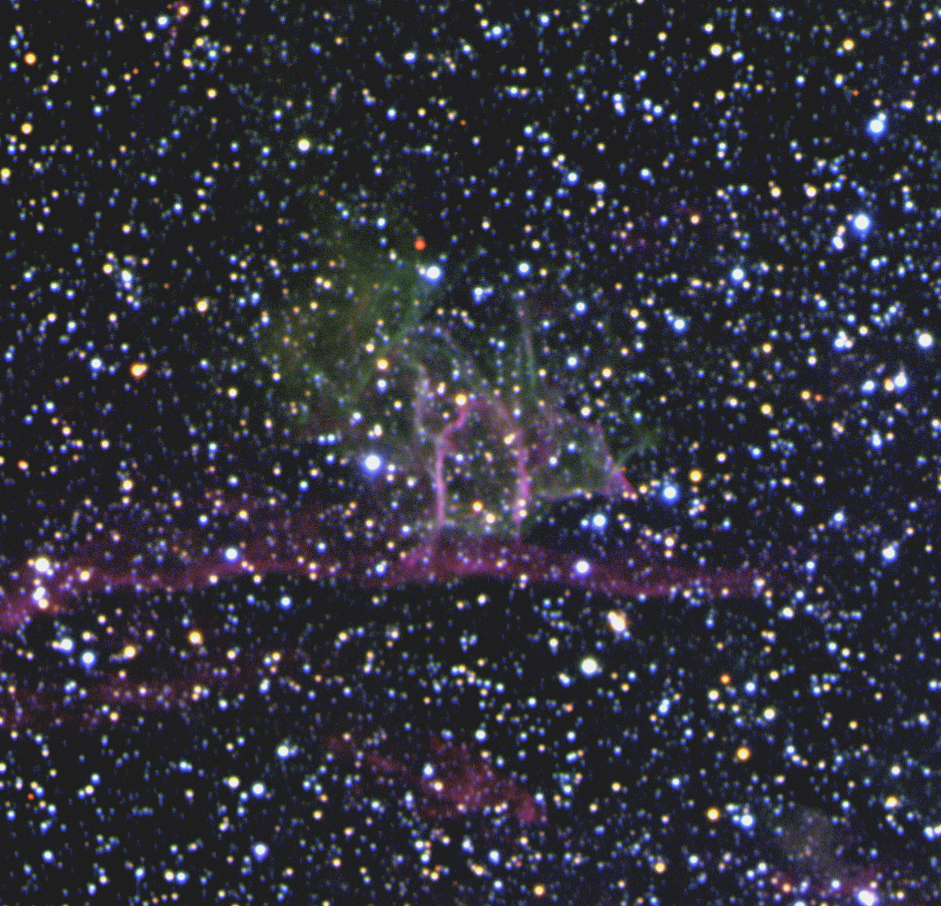
SNR B0544-6910
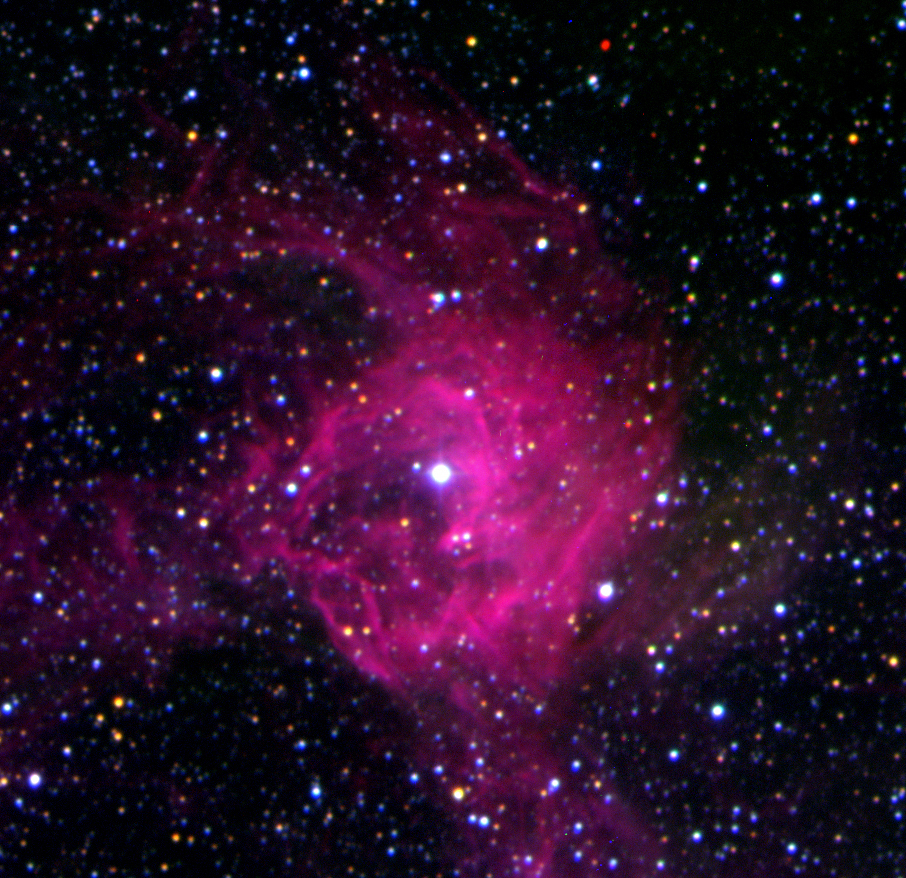
SNR 0543-689
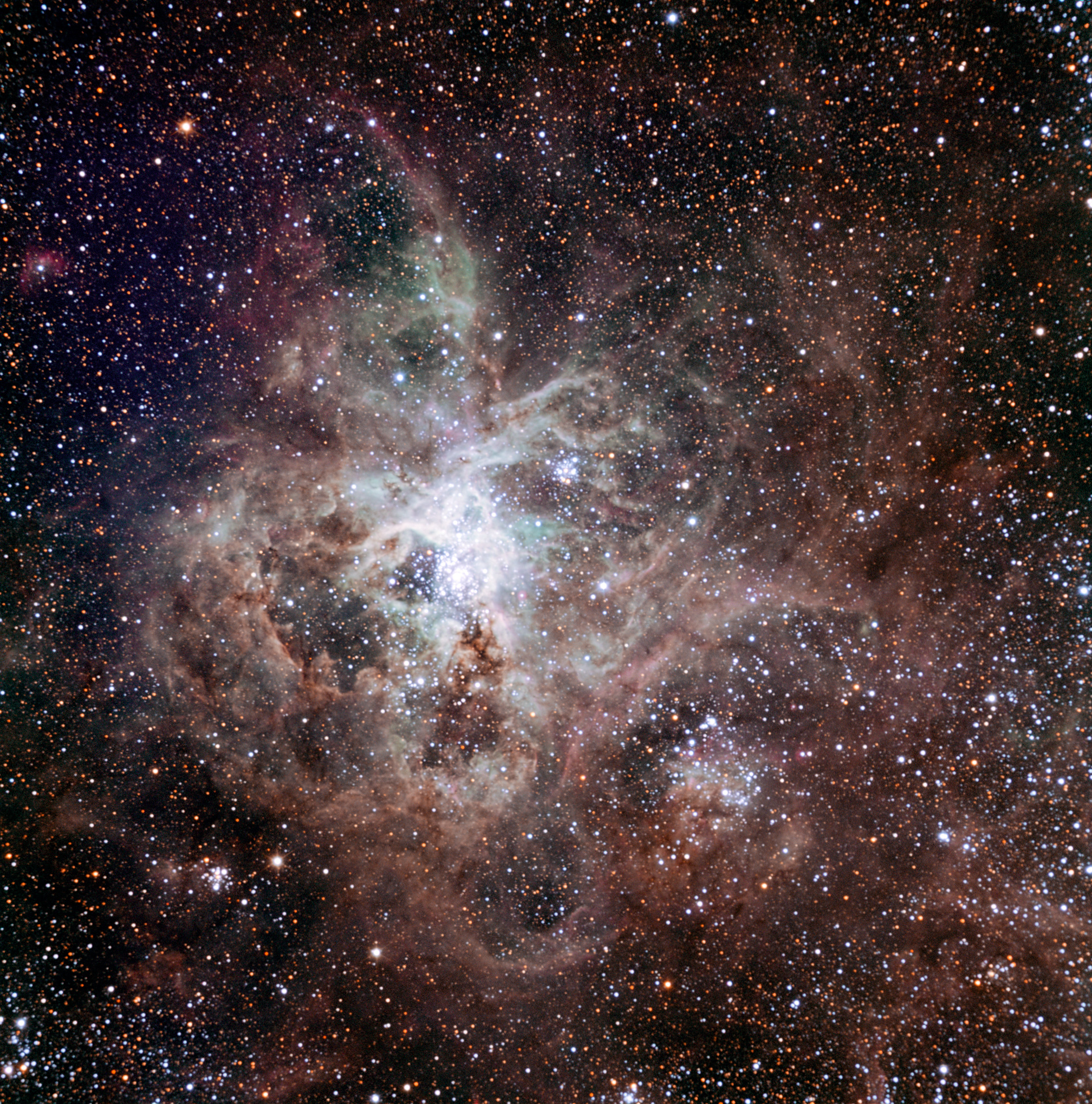
Tarantulanevel